# Monte Linas
Il monte Linas è un gruppo montuoso della Sardegna sud-occidentale. Il massiccio è in gran parte di formazione granitica, e sono presenti numerosi giacimenti minerari, soprattutto di piombo e zinco. Le cime più alte sono punta Perda de sa Mesa, la vetta più alta della Sardegna meridionale (1236 m), punta Camedda (1214 m), punta Sa Cabixeddas (1202 m), punta Acqua Zinnigas (1136 m), monte Lisone (1082 m), la punta di San Miali (1062 m), punta Magusu (1023 m).
Faceva parte della Comunità montana n. 18, che ha un'estensione di quasi 1000 km², costituita dai comuni di Arbus, Gonnosfanadiga,  Villacidro, Guspini, Fluminimaggiore, Pabillonis, San Gavino Monreale e Sardara nella provincia del Medio Campidano, nonché Vallermosa nella città metropolitana di Cagliari. Il comune di Gonnosfanadiga presenta nel suo territorio la maggior parte del massiccio, comprese  le principali punte tra cui Punta Perda de Sa Mesa (1236 m) e Punta Cammedda (1214 m).

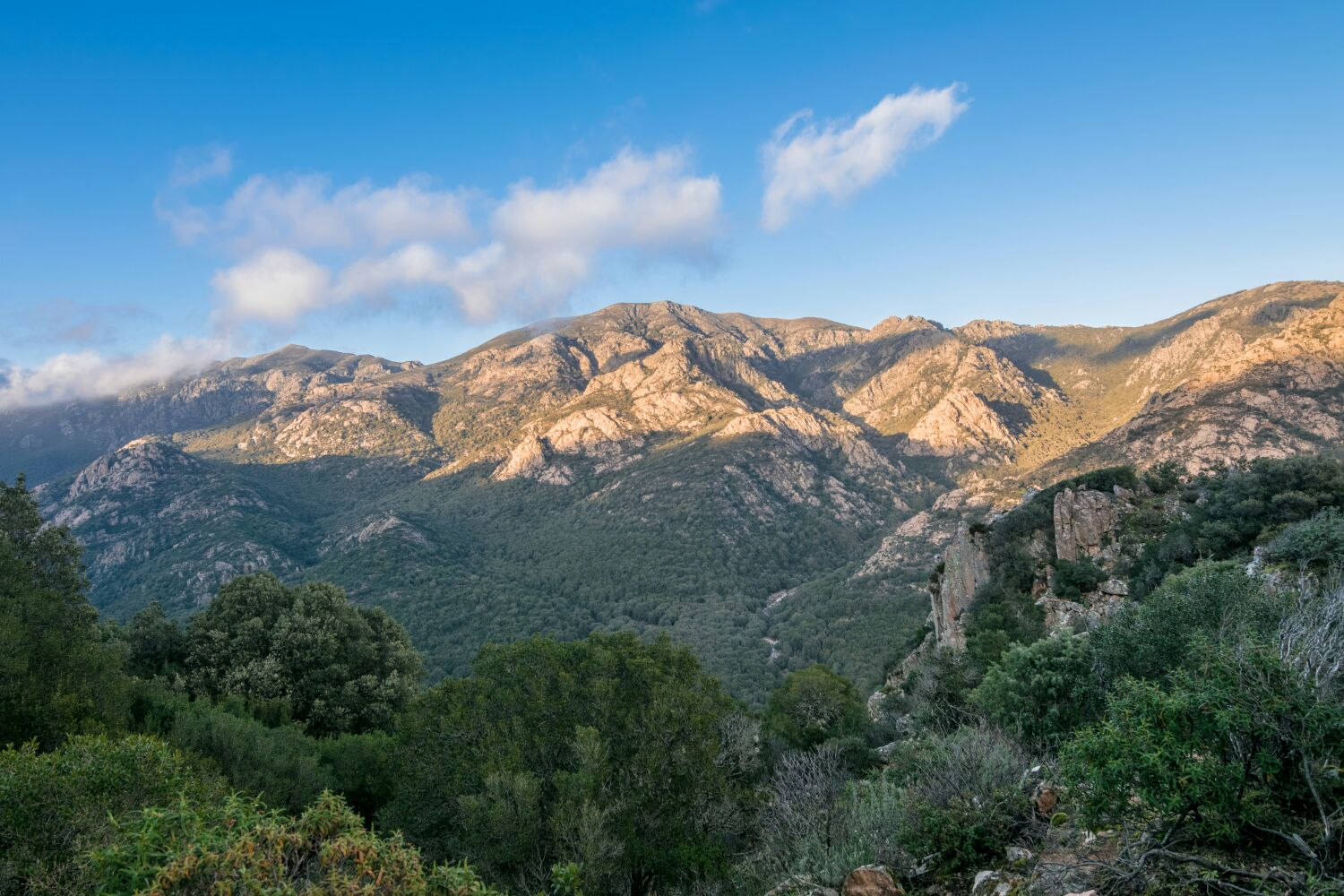
Veduta in lontananza del Monte Linas da Punta Piscina Irgas

Il turismo della zona comprende soprattutto escursioni naturalistiche e agriturismo, in cui vi si trova, anche, il Parco naturale del Monte Linas Marganai (in sardo: Parcu naturale de su Monte Linas-Margànai).